# Renato Ferrarese
Renato Ferrarese (Roma, 16 gennaio 1918 – Roma, 27 febbraio 1981) è stato un calciatore italiano, di ruolo difensore.

## Palmarès

### Club

#### Competizioni nazionali
- Campionato italiano Serie C: 1

Nocerina: 1946-1947

#### Competizioni regionali
- Campionato romano di guerra: 1

Lazio: 1943-1944